# 福氏海参
福氏海参（学名：Holothuria foresti）为海参科海参属的动物。分布于菲律宾以及中国大陆的南沙群岛等地，常生活于水深122-185米的泥质沙底。该物种的模式产地在菲律宾。